# Осколки (фильм, 2007)
«Осколки» (англ. Fugitive Pieces) — драма режиссёра Джереми Подесвы на основе одноимённого романа Энн Майклс, завоевавшего премию Оранж (1997). Премьера фильма состоялась 6 сентября 2007 года на открытии Кинофестиваля в Торонто.
Теглайн: He found himself in the love around him. Перевод: «Он нашёл себя в любви, окружавшей его».

## Сюжет
Фильм рассказывает нам историю Джейкоба Биира осиротевшего в Польше во время Второй мировой войны. После этого его случайно замечает греческий археолог, и спасает его, пытается вывезти его из зоны оккупации. История рассказывается одновременно в двух временах — в настоящем, и в прошлом, когда Джейкоб был ребёнком.

## В ролях
| Актёр              | Роль           |
| ------------------ | -------------- |
| Стивен Диллэйн     | Джейкоб Биир   |
| Робби Кей          | Юный Джейкоб   |
| Раде Шербеджия     | Атос           |
| Розамунд Пайк      | Алекс          |
| Айелет Зорер       | Микаэла        |
| Эд Стоппард        | Бен            |
| Девон Бостик       | Юный Бен       |
| Рашель Лефевр      | Наоми          |
| Нина Добрев        | Бэлла          |
| Зэмис Базака       | Миссис Сэреноу |
| Диего Матаморос    | Джозеф         |
| Сара Оренстин      | Сара           |
| Лариса Ласкин      | Ирэна          |
| Дэниел Кэш         | Мориц          |
| Дженнифер Подемски | Грейс          |

## Производство
Подготовка к съёмкам фильма Осколки заняла 7 лет.
Мэтью Дэвис — художник картины. Питер Эмминк — арт-директор. Дизайнер костюмов — Анна Диксон.

## Награды и Номинации
| Год  | Номинант/Победитель | Награда/категория         | Фестиваль/организация       | Роль                         |
| ---- | ------------------- | ------------------------- | --------------------------- | ---------------------------- |
| 2007 | победа              | Лучший актёр              | Римский кинофестиваль       | Раде Сербевджа за роль Атоса |
| 2008 | номинант            | Лучшая роль второго плана | Премия «Спутник»            | Раде Сербевджа за роль Атоса |
| 2008 | победа              | Лучший фильм              | Сиднейский кинофестиваль    | —                            |
| 2008 | победа              | Приз зрительских симпатий | Кинофестиваль в Сарасоте    | —                            |
| 2008 | победа              | Награда жюри              | Кинофестиваль в Ньюпорт-Бич | —                            |